# Konya Büyükşehir Belediye Stadyumu
 (juin 2008).
Si vous disposez d'ouvrages ou d'articles de référence ou si vous connaissez des sites web de qualité traitant du thème abordé ici, merci de compléter l'article en donnant les références utiles à sa vérifiabilité et en les liant à la section « Notes et références ».
Le Konya Büyükşehir Belediye Stadyumu, ex-Torku Arena, est un stade de football situé dans la ville de Konya en Turquie, dont le club résident est le Konyaspor. Le stade dispose d'une capacité de 41 981 places.

## Histoire
Le premier projet d'un nouveau stade à Konya date de 2006, prévu à la place de l'ancien stade Konya Atatürk Stadi situé en centre-ville, mais une directive gouvernementale demandant de construire les nouveaux stades à la périphérie des villes, changea ce projet. Un nouveau lieu fut trouvé dans les quartiers nord de la ville.
La Turquie était candidate pour l'organisation de l'Euro 2016 et le stade de Konya faisait partie du projet. Cependant c'est la France qui s'est vu attribuer l'organisation du Championnat d'Europe de football 2016.
Le 17 octobre 2012 fut posée la première pierre, en fin d'année l'entreprise devant ériger le stade fit faillite, les travaux furent suspendus. Il aura fallu attendre deux ans pour voir la fin des travaux. Le stade de Konya correspond aux exigences de l'UEFA, les couleurs sont celles du club, le vert et le blanc, le toit est constitué d'une membrane translucide qui permet au gazon naturel de profiter de la lumière du soleil.
Les deux étages de tribunes sont équipés de sièges, blancs pour l'étage du bas et verts pour l'étage du haut. Les 55 loges VIP ont une capacité totale de 920 places, un accès handicapé est prévu avec 200 places. Le terrain bénéficie d'un chauffage par le sol.
Le stade comporte des restaurants, des boutiques et des bureaux, en dessous un parking souterrain de 500 places, 3000 autres places sont tout autour du stade.
Le 13 septembre 2014, le stade fut inauguré par un match de Super Lig, Konyaspor contre Balıkesirspor gagné 2-0 pour les locaux.

## Matchs internationaux
- 3 septembre 2015 :  Turquie contre  Lettonie 1-1 Match de qualification pour l'Euro 2016.
- 6 septembre 2015 :  Turquie contre  Pays-Bas 3-0 Match de qualification pour l'Euro 2016.
- 13 octobre 2015 :  Turquie contre  Islande 1-0 Match de qualification pour l'Euro 2016.
- 6 octobre 2016 :  Turquie contre  Ukraine 2-2 Match de qualification pour la Coupe du Monde 2018.
- 8 juin 2019 :  Turquie contre  France 2-0 Match de qualification pour l'Euro 2020.

## Accessibilité
Il est possible d'accéder au stade par tramway, par bus, par taxi. Par ailleurs, Konya dispose d'un aéroport international via Istanbul vers toute l'Europe.